# Marcelo Zona Sul
Marcelo Zona Sul é um filme brasileiro de 1970, realizado por Xavier de Oliveira. Retrata  o cotidiano da juventude carioca dos anos 60, numa sociedade ainda rígida em suas tradições morais e que se vê questionada pelos novos valores assumidos pelos mais jovens. As ruas e praias de Copacabana servem como pano de fundo para uma crônica bem ao estilo do Rio de Janeiro.

## Sinopse
Marcelo é um carioca adolescente de 16 anos, filho de um rigoroso e comum funcionário público. Ele tem boa índole, mas temperamento rebelde e não se importa com a escola. Prefere ficar com sua namorada Renata, também estudante, passeando pelas praias e indo em cinemas e festas. As coisas se complicam quando seu pai corta a mesada e a escola descobre suas pilantragens. Marcelo então resolve partir em busca de seu sonho: viajar pelo mundo pedindo carona. Ao sair de casa, leva seu amigo "Zé Migué. Os dois passam a noite na estrada pedindo carona. Como não conseguem, ambos refletem e acabam voltando. 

## Elenco
- Stepan Nercessian .... Marcelo
- Françoise Forton .... Renata
- Lula .... Miguel
- Simone Malaguti .... Carmen
- Francisco Dantas ....   Anacleto, pai de Marcelo
- Neila Tavares ....   Psicóloga
- Antônio Victor
- Ana Maria Marques
- Pichin Plá
- Angela Pires
- María Teresa Barroso
- Dilo Gonzaga
- Dylmo Elias
- Lia Renée
- Victoria Régia
- Denoy de Oliveira
- Carlos Lopes Rodrigues
- Irene Moura
- Ivo Barbieri
- Odete Lemos

## Prêmios
- "Prêmio de Qualidade" (Instituto Nacional de Cinema).[2]
- "Placa de Prata" no Festival Internacional de San Sebastian (1970).[2]